# جغرافيا كاليفورنيا

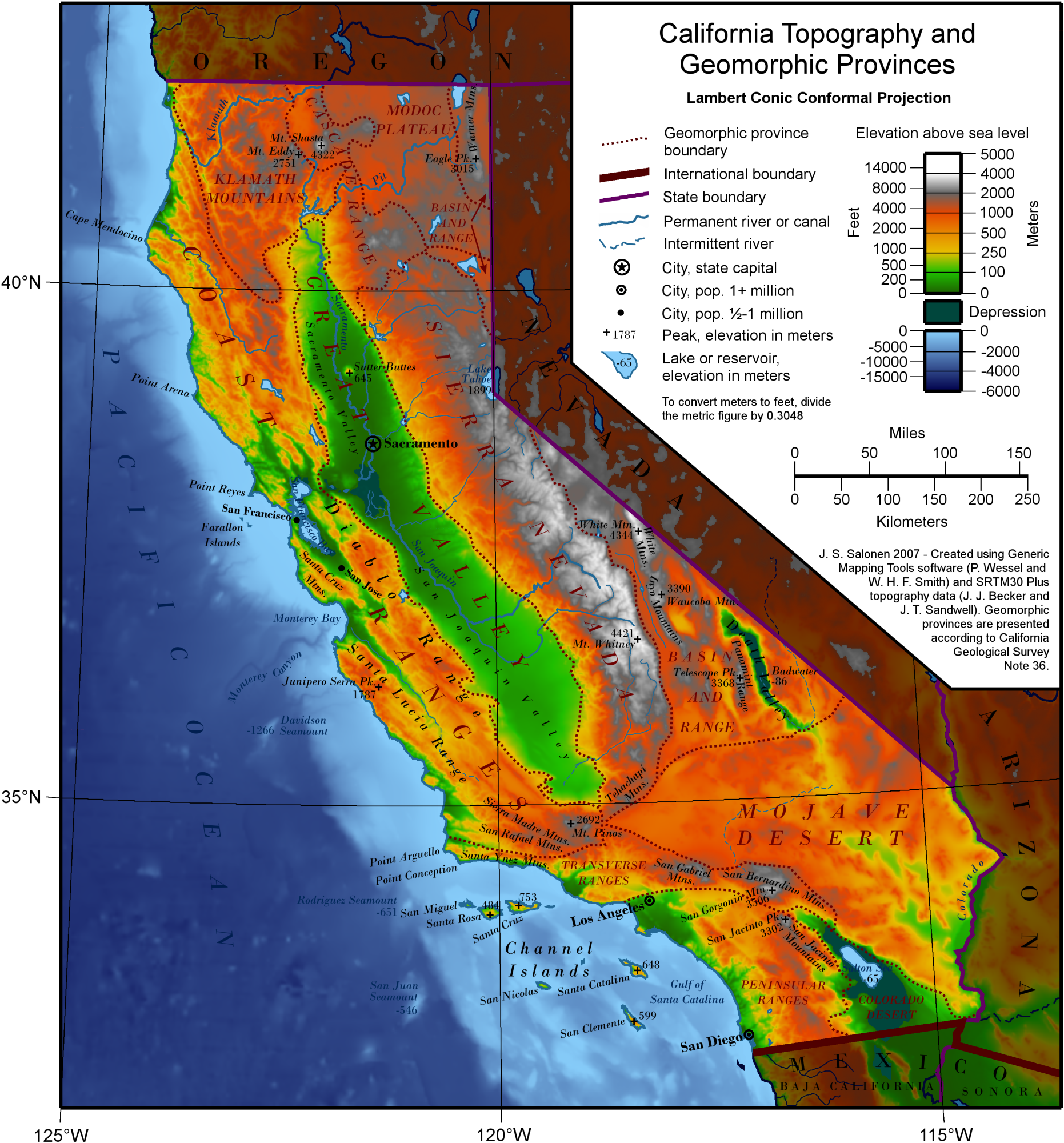
خريطة طبوغرافية لولاية كاليفورنيا

ولاية كاليفورنيا هي ثالث أكبر ولاية في الولايات المتحدة مساحة، حيث تقدر مساحتها ب 423,970 كم مربع. تعد جبال سييرا نيفادا، والأراضي الخصبة في سنترال فالي، وصحراء موهافي في الجنوب من أبرز المعالم الجغرافية في الولاية. كما أن ولاية كاليفورنيا هي موطن لأطول (سيكويا دائمة الخضرة) وأضخم (سكويا عملاقة) وأقدم (صنوبر بريستلكون) الأشجار في العالم. كما أنها موطن أعلى (جبل ويتني) وأخفض (وادي الموت) نقطة في الولايات الأمريكية ال48 المتجاورة.
تقسم الولاية عادة إلى شمال وجنوب كاليفورنيا، على الرغم من أن الحدود بين القسمين غير واضحة تماما. تعتبر سان فرانسيسكو واقعة في الشمال، بينما لوس أنجلوس تعد واقعة في الجنوب بينما المناطق فيما بينهما لا تمتلك هوية محددة.